# Denver (Norfolk)
Denver – wieś w Anglii, w hrabstwie Norfolk, w dystrykcie King’s Lynn and West Norfolk. Leży 63 km na zachód od Norwich i 125 km na północ od Londynu.
W 2001 miejscowość liczyła 847 mieszkańców.